# Plutokrácia
A plutokrácia olyan társadalomforma, berendezkedés, melyben a hatalmat a legvagyonosabb réteg tagjai gyakorolják. Mint politikai rendszer, a plutokrácia lehet mind demokrácia, mind diktatúra. A név eredete a görög ploutos szó, amely vagyont, gazdagságot jelent. A görög-római szinkretisztikus mitológiában Hadész, ill. Pluto mellesleg az Alvilág istene (a gazdagság és az alvilág társítását bizonnyal a bányászat fogalomköre alapozta meg).  Történelmi, közgazdasági és jogi tárgyú munkákban a plutokrácia olyan állam, melyet a legvagyonosabbak irányítanak.
Például ilyen berendezkedésűek voltak a görög kereskedőpoliszok, vagy az Itáliai kereskedőállamok, Velence, Firenze és Genova. De már az ókori Egyiptom lakosainak sírfeliratai is panaszkodnak a szegényember sorsáról és a gazdagok hatalmaskodásairól. De manapság Magyarországon is rossz csengése van e szónak, pejoratív értelmű (vö. még újgazdag).
Annak ellenére, hogy a plutokratikus berendezkedést más szempontból, pozitívan is le lehet írni, ti. hogy aki vagyonos, az érdemei szerint lett az (vö. szabad verseny ill. meritokrácia), tehát megérdemli vagy szükségszerűen kell hogy birtokolja a politikai hatalmat is.
A plutokrácia többféleképp is megvalósulhat konkrét politikai intézményekben és cselekvésekben. Jellegzetes például a vagyoni cenzus és a lobbizás megfelelő fajtái is ide érthetőek.